# Asa Akira

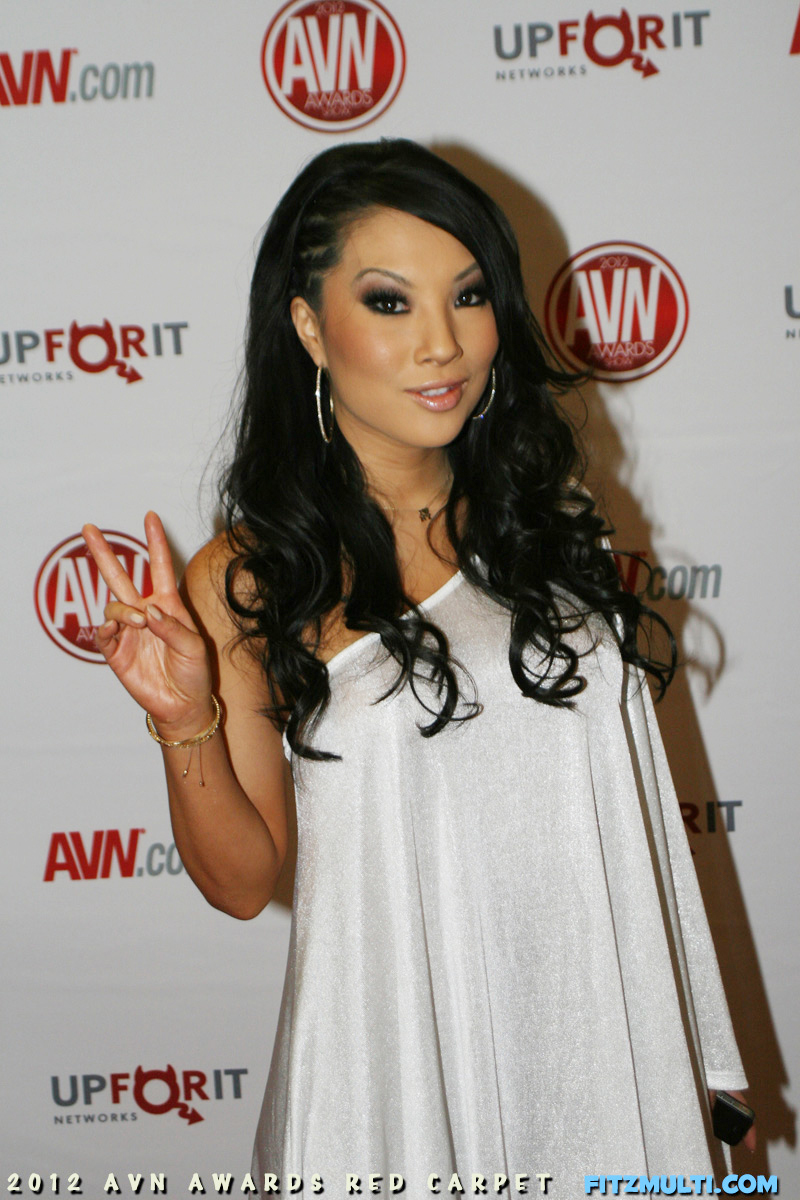
Asa Akira tijdens de AVN Awards 2012 waar ze tal van prijzen won

Asa Akira (Japans: アサ・アキラ) (New York, 3 januari 1986) is een pseudoniem van de Japans-Amerikaanse pornoactrice en model Asa Takigami (Japans: アサ・タキガミ). Het "Akira" deel van haar pseudoniem is afkomstig van de anime-film Akira. Andere namen die ze gebruikt heeft zijn Tracy Han en Akira Lee.

## Biografie
Asa Akira werd geboren te Manhattan (New York), als enig kind van Japanse ouders. Op negenjarige leeftijd verhuisde ze voor 4 jaar naar Tokio, doordat haar vader, een professionele fotograaf, een interessante aanbieding had gekregen. Ze keerde terug naar de Verenigde Staten op de leeftijd van 13. Het gezin vestigde zich aanvankelijk in Downtown Brooklyn, later in Clinton Hill. Akira zou hier de rest van haar jeugd verblijven.
Akira was aanvankelijk een uitmuntende studente en koesterde de ambitie om de universitaire studie letterkunde te gaan volgen. Ze kreeg zelfs een beurs aan de United Nations International School in Manhattan. In haar laatste jaren secundair namen haar schoolprestaties echter af, en werd ze alsnog geweigerd. Akira liet haar universitaire droom voor wat het was en maakte haar senior years af aan de Washington Irving High School in Gramercy Park.

## Loopbaan
Akira's carrière begon op negentienjarige leeftijd binnen bdsm. Daarna was ze enige tijd actief als exotische danseres in stripclubs, waaronder de Hustler Club te New York. In 2006 deed ze haar eerste pornografische scène samen met collega pornoster Gina Lynn. In interviews spreekt Akira steeds vol lof over Gina Lynn omdat zij haar als het ware heeft geïntroduceerd in de porno-industrie. Akira's eerste hardcorescène, samen met Travis Knight, was dan ook een productie van Gina Lynn Productions.
In 2009 won ze diverse prijzen voor haar rol in David Aaron Clarks film, Pure, waarin ze de rol vertolkt van een receptioniste. De film is gekenmerkt door zijn fetisjisme en ruwe pornoscènes. In latere films is te zien dat Akira maar al te graag fetisjisme betrekt bij haar scènes. Zo kruipt ze vaak in de huid van een dienstmeisje of masseuse en laat ze haar naakte lichaam volledig bedekken met sushi. In sommige scènes draagt ze zelfs de typisch Japanse Kimono.
2012 was een topjaar voor Akira. Ze ontving de AVN Award voor Best Anal Sex Scene, Best Double-Penetration Scene, Best Group Sex Scene, Best Tease Performance, Best Three-Way Sex Scene, Boy/Boy/Girl en Best Solo Sex Scene. Daarnaast kreeg ze ook nog de AVN Female Performer of the Year Award, een van de meest prestigieuze prijzen in de porno-industrie. Alsof dat nog niet volstond kreeg ze ook nog een prijs toegekend voor Best Ass (Editor's Choice).

## In de media
In 2011 eindigde Akira op een verdienstelijke vierde plaats in de lijst "The Top 100 Hottest Porn Stars Right Now", een ranking opgemaakt door het Amerikaanse tijdschrift Complex. Datzelfde tijdschrift verkoos haar ook tot zesde beste Aziatische pornoster aller tijden.
In 2013 startte Akira samen met artiest David Choi een gratis online podcast DVDASA. De bedoeling is om jongeren op een humoristische manier antwoord te bieden op vragen inzake relaties, seksualiteit, enz.
In 2014 schreef Akira haar eerste boek, een autobiografie, genaamd Insatiable: Porn—A Love Story. In juli 2015 tekende ze een contract met Cleis Press om haar tweede boek, een verzameling van essays en gedichten, te publiceren.
Op 6 april 2015 ging Akira in zee met Bobby Kim en Ben Shenassafarhet, oprichters van het Amerikaanse online tijdschrift The Hundreds. Akira zal voor dit tijdschrift allerlei activiteiten verrichten, gaande van boksen tot skydiven. Opnieuw met de nodige humoristische insteek.

## Trivia
Akira geeft aan aangetrokken te zijn tot zowel mannen als vrouwen, maar hekelt het als ze haar biseksueel noemen.
Ze is ooit getrouwd geweest met acteur Rocco Reed. Sinds 2012 is ze samen met acteur Toni Ribas. Ze omschrijft hun relatie als monogaam.
Akira houdt van kunst en woont in haar vrije tijd geregeld exposities bij. Daarnaast is ze fervent supporter van de Londense voetbalclub Arsenal.
Akira is een feministe.

## Films (selectie)
- 2006: Top Notch Bitches 5
- 2008: Bombshell Bottoms 4
- 2008: Be My Bitch 6
- 2009: Suck It Dry 6
- 2009: Pure
- 2010: Tori Black Is Pretty Filthy 2
- 2010: Buttwoman vs. Slutwoman
- 2010: Asian Booty
- 2010: Bootylicious Girls
- 2010: Real Wife Stories Presents: Asa Akira
- 2010: Asa Akira Is Insatiable
- 2010: Superstar Showdown 2: Asa Akira vs. Kristina Rose
- 2010: Asses of Face Destruction 10
- 2010: Slutty and Sluttier 12
- 2010: Seinfeld: A XXX Parody 2
- 2010: Speed (pornofilm)
- 2010: Ass Worship 12
- 2010: Big Tits at School 11
- 2011: Superstar Showdown 6: Asa Akira vs. Katsuni
- 2011: Evil Anal 13
- 2011: Lust Bite
- 2011: Asa Akira Is Insatiable 2
- 2011: Lesbian Adventures: Strap-On Specialists 3
- 2013: Wolverine XXX: An Axel Braun Parody
- 2013: I Am Asa Akira 2
- 2014: Live Nude Girls (reguliere film)
- 2015: Magic Mike XXXL: A Hardcore Parody
- 2015: Asa Akira: Wicked Fuck Doll
- 2016: Asa Goes to Hell
- 2016: Suicide Squad XXX: An Axel Braun Parody
- 2017: The Blonde Dahlia
- 2017: Vendetta
- 2017: Exposed
- 2017: Takers
- 2017: Tell Me Something Dirty

## Onderscheidingen
- 2008: Rog-Awards-(Critic) - Starlet of Year
- 2011: AVN-Award - Best All-Girl Three-Way Sex Scene – Buttwoman vs. Slutwoman
- 2011: AVN-Award - Best Three-Way Sex Scene (G/B/B) – Asa Akira Is Insatiable
- 2011: AVN-Award - Best Double Penetration Sex Scene – Asa Akira Is Insatiable
- 2011: AVN-Award - Best Anal Sex Scene – Asa Akira Is Insatiable
- 2012: Xbiz Award - Female Performer of the Year